# Outlook Web Access
Outlook Web Access（OWA）は、Microsoft Exchange Server 5.0 およびそれ以降でのWebメールサービスであり、以前は Exchange Web Connect (EWC) と呼ばれていた。Outlook Web Access の Web インタフェースは、Microsoft Outlook のインタフェースに似せてある。Exchange 2010 ではOutlook Web Appと名称変更された。Office Web Appsの一員ではない。
OWA は、電子メール（S/MIMEサポート）、カレンダー、連絡先一覧、タスク一覧、その他のメールボックスのコンテンツにアクセスでき、Outlook のデスクトップ版が使用できない環境でのアクセスを提供する。Exchange 2007 では、Microsoft SharePoint のサイトに格納された文書へのアクセスなどもサポートしている。Exchange Server の一部として提供され、ウェブブラウザによるアクセスを可能とする。デスクトップ版 Outlook との大きな違いは、Outlook がネットワークから切断された状態でも電子メールやカレンダーを使えるのに対して、OWA ではネットワークに接続されていないと機能しない。
インターネットカフェなど、Webアクセスが可能な場所ならどこからでもアクセスできる。Exchange 2000、Exchange 2003、Exchange 2007 での OWA インタフェースは2種類ある。"Premium" UI は、Internet Explorer 5 （2000 および 2003）と Internet Explorer 6 SP1 以降（2007）でのみ利用可能である。一方 "Basic" UI は他のブラウザでも利用可能だが、一部機能が制限されている。
クライアント側のスクリプトからHTTP要求 (XMLHTTP) を発行できるようにしたのは、Outlook Web Access チームであった。これが間もなく Internet Explorer 5.0 に組み込まれ、XMLHttpRequest と改称され、World Wide Web Consortium で標準化された。これは、Ajax技術によるWebアプリケーション構築の基盤の1つになっている。